# Omar Trujillo
Gustavo Omar Trujillo Corona (* 9. November 1977 in Morelia, Michoacán; † 1. Dezember 2022 ebenda) war ein mexikanischer Fußballspieler auf der Position eines Verteidigers.

## Laufbahn
Trujillo begann seine Laufbahn im Nachwuchsbereich seines Heimatvereins Monarcas Morelia, bei dem er auch seinen ersten Profivertrag erhielt. Erstmals in der mexikanischen Primera División kam er am 22. Februar 1998 in einem Heimspiel gegen den Erzrivalen América (1:2) zum Einsatz. Fester Stammspieler war Trujillo dann bereits im Torneo Invierno 2000, an dessen Ende die Monarcas zum ersten und bisher einzigen Mal überhaupt den Meistertitel der mexikanischen Liga gewannen.
Nach mehr als zehn Jahren bei Morelia wechselte Trujillo im Sommer 2009 zu Atlas Guadalajara und ein Jahr später zu den UANL Tigres, in dessen Reihen er in der Apertura 2011 noch einmal mexikanischer Fußballmeister wurde.
Nach seiner Fußballerlaufbahn war er in der Lokalpolitik aktiv und fungierte als Berater der Lokalregierung von Morelia. Trujillo starb 45-jährig in seiner Heimatstadt Morelia, nachdem er am 1. Dezember 2022 bei einem Kick mit Freunden einen Herzstillstand erlitten hatte.

## Erfolge
- Mexikanischer Meister: Invierno 2000, Apertura 2011